# Cheonghak-dong, Incheon
Cheonghak-dong (koreanska: 청학동)  är en stadsdel i staden Incheon i den nordvästra delen av Sydkorea, 30 km sydväst om huvudstaden Seoul. Den ligger i  stadsdistriktet Yeonsu-gu.